# Monomma densepunctatum
Monomma densepunctatum es una especie de coleóptero de la familia Monommatidae.

## Distribución geográfica
Habita en Tonkin (Vietnam).